# Горбенко Наталія Вітольдівна
Наталія Вітольдівна Горбенко (3 лютого 1970 року, Київ) — радянська і українська фігуристка, чемпіонка СРСР 1989 року, чемпіонка України 1992 року, срібний призер чемпіонату Великої Британії 1993 року, чемпіонка світу серед юніорів 1986 року у жіночому одиночному катанні. Майстер спорту СРСР міжнародного класу.
Наталія Горбенко закінчила в 1991 році Київський державний інститут фізкультури, у 2000 році — Лондонський університет «Гілдгол». Після розпаду СРСР виступала за Україну, а пізніше за Велику Британію. Завершила змагання у 1994 році.

## Спортивні досягнення
| Змагання/Сезони                | 1984-85 | 1985-86 | 1986-87 | 1987-88 | 1988-89 | 1989-90 | 1990-91 | 1991-92 | 1992-93 | 1993-94 |
| ------------------------------ | ------- | ------- | ------- | ------- | ------- | ------- | ------- | ------- | ------- | ------- |
| Чемпіонати світу               |         |         |         | 14      | 8       |         | 19      |         |         |         |
| Чемпіонати Європи              |         |         |         | 6       | 5       |         | 8       |         |         |         |
| Чемпіонати світу серед юніорів | 3       | 1       |         |         |         |         |         |         |         |         |
| Чемпіонати СРСР                |         |         |         | 3       | 1       | 5       | 2       | 5       |         |         |
| Чемпіонати Великої Британії    |         |         |         |         |         |         |         |         |         | 2       |
| Skate America                  |         |         |         |         |         |         |         | 5       |         |         |
| Bofrost Cup on Ice             |         |         |         | 3       |         |         |         |         |         |         |
| Trophée Eric Bompard           |         |         |         |         | 2       |         |         | 8       |         |         |
| Меморіал Карла Шефера          |         |         | 1       |         |         |         |         |         |         |         |
| «Московські новини»            |         |         |         | 2       | 3       |         |         |         |         |         |